# Eliodoro Camacho
Eliodoro Camacho (* 1831 in Inquisivi; † 1899 in La Paz) war ein bolivianischer Politiker gegen Ende des 19. Jahrhunderts. Die Provinz Eliodoro Camacho im Departamento La Paz trägt ihm zu Ehren heute seinen Namen.
Camacho stammte zwar aus dem Departamento La Paz, wuchs jedoch in Cochabamba auf. Er gründete die Liberale Partei Boliviens (Partido Liberal), die für Religionsfreiheit eintrat, eine strengere Trennung von Staat und Kirche, staatliche Anerkennung von Zivilehe und Scheidung, und eine strikte Einhaltung demokratischer Strukturen.
In den Jahren 1879 bis 1880 nahm er als Offizier der Armee am Salpeterkrieg gegen Chile teil und spielte später eine zentrale Rolle im Verfassungsabkommen von 1880, in dem er zusammen mit dem Führer der Konservativen Partei (Partido Constitucional), Aniceto Arce, den Grundstein für die innerstaatliche Ordnung nach dem verlorenen Krieg legte.
In den Jahren 1884, 1888 und 1892 trat er als Präsidentschaftskandidat gegen die regierende Konservative Partei an, verlor jedoch an allen drei Wahlterminen. Überzeugt, dass Wahlbetrug der Grund für seine Niederlagen war, übergab er im Jahr 1894 die Führung der Liberalen Partei an José Manuel Pando, der 1899 zum Staatspräsidenten gewählt wurde.
Camacho starb im gleichen Jahr 1899 im Alter von 68 Jahren.
| Personendaten    | Personendaten            |
| ---------------- | ------------------------ |
| NAME             | Camacho, Eliodoro        |
| KURZBESCHREIBUNG | bolivianischer Politiker |
| GEBURTSDATUM     | 1831                     |
| GEBURTSORT       | Inquisivi                |
| STERBEDATUM      | 1899                     |
| STERBEORT        | La Paz                   |